# Galbalcyrhynchus
Galbalcyrhynchus är ett släkte i familjen jakamarer inom ordningen jakamar- och trögfåglar. Släktet omfattar endast två arter som förekommer i västra och sydvästra Amazonområdet:
- Vitörad jakamar (G. leucotis)
- Kastanjejakamar (G. purusianus)